# 呉市立和庄中学校
呉市立和庄中学校（くれしりつわしょうちゅうがっこう）は、広島県呉市和庄登町にある公立中学校。

## 沿革
- 1949年4月30日 - 旧制の呉市立和庄高等学校の施設を継承し、呉市立和庄中学校として開校